# Rabčice
Rabčice (Hongaars: Rabcsice) is een Slowaakse gemeente in de regio Žilina, en maakt deel uit van het district Námestovo.
Rabčice telt 1.964 inwoners.